# فرهنگستان هنرهای زیبای فرانسه

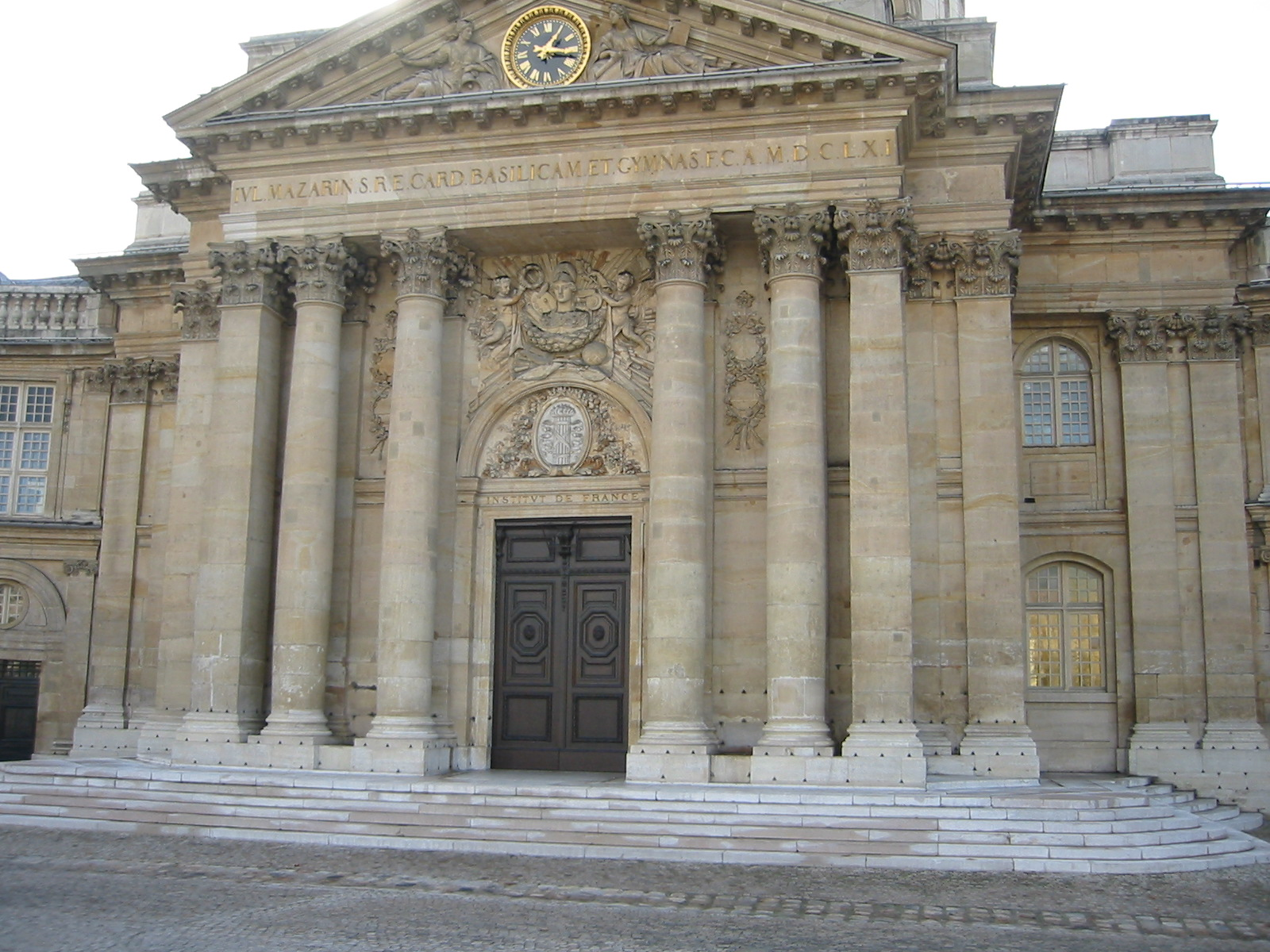
انستیتو پاریس،فرانسه

فرهنگستان هنرهای زیبای فرانسه (فرانسوی: Académie des Beaux-Arts‎، تلفظ فرانسوی: [akademi de boz‿aʁ]) بنیادی دانشگاهی در فرانسه است که یکی از پنج فرهنگستان تشکیل‌دهنده بنیاد فرانسه به شمار می‌رود.
این آکادمی در سال ۱۷۹۵ پس از ادغام سه نهاد فرهنگستان نقاشی و تندیس‌سازی فرانسه (گشایش در ۱۶۴۸) و فرهنگستان موسیقی فرانسه (گشایش در ۱۶۶۹) و فرهنگستان معماری فرانسه (گشایش در ۱۶۷۱) بنیاد گذاشته شد.
فرهنگستان هنرهای زیبا هر سال چندین جایزه گوناگون به هنرمندان پیشرو فرانسوی و خارجی اهدا می‌کند.